# Meaghan Rath
Meaghan Rath (Montreal, 18 de junho de 1986) é uma atriz canadense. Ela é mais conhecida pelas séries de televisão            15/Love, The Assistants, Being Human e Hawaii Five-0.

## Biografia
Rath estudou Cinema e Comunicações no Dawson College em Montreal.
Ela teve uma participação em um episódio da série Fries with That?, do canal YTV, no papel de Molly. Rath é mais conhecida pelo papel da personagem Adena Stiles em 15/Love. Ela também co-estrelou na The Assistants do canal The N. Meaghan Rath atualmente co-estrela o remake do Syfy da série da BBC Being Human.

## Filmografia

### Filmes
| Filmes | Filmes                           | Filmes              | Filmes |
| Ano    | Título                           | Papel               | Notas  |
| ------ | -------------------------------- | ------------------- | ------ |
| 2001   | Lost and Delirious               | Amiga da Allison #3 |        |
| 2006   | 10.5: Apocalypse                 | Rachel              |        |
| 2007   | I Me Wed                         | Tracy               |        |
| 2007   | My Daughter's Secret             | Courtney            |        |
| 2008   | Prom Wars: Love Is a Battlefield | Jen L.              |        |
| 2010   | You Are So Undead                | Mary Margaret       |        |
| 2011   | Bullying Virtual                 | Cheyenne Mortenson  |        |

### Televisão
| Séries       | Séries                                   | Séries         | Séries           |
| Ano          | Título                                   | Papel          | Notas            |
| ------------ | ---------------------------------------- | -------------- | ---------------- |
| 2004         | Fries with That?                         | Customer/Molly | 2 episódios      |
| 2004–2006    | 15/Love                                  | Adena Stiles   | Papel recorrente |
| 2007         | Heartland                                | Jen            | 1 episódio       |
| 2009         | Aaron Stone                              | Tatianna Caine | 2 episódios      |
| 2009         | The Assistants                           | Rigby Hastings | Papel recorrente |
| 2010         | 18 to Life                               | Violet         | 1 episódio       |
| 2011-2014    | Being Human                              | Sally Andrews  | Papel principal  |
| 2015         | Banshee                                  | Aimee King     |                  |
| 2016         | Cooper Barrett's Guide To Surviving Life | Kelly Bishop   |                  |
| 2017-present | Hawaii 5-o                               | Tani Rey       |                  |